# Antonio Calvi
Antonio Calvi (ur. 1341, zm. 2 października 1411) − włoski kardynał okresu wielkiej schizmy zachodniej.
Z pochodzenia był rzymianinem. Studiował prawo i został prawnikiem konsystorialnym oraz kanonikiem bazyliki watykańskiej. W początkowym okresie schizmy był zwolennikiem obediencji "rzymskich" papieży. Za pontyfikatu Bonifacego IX został biskupem Imoli (1390–1395) i Todi (1395–1405). 12 czerwca 1405 papież Innocenty VII mianował go kardynałem prezbiterem Santa Prassede. Uczestniczył w konklawe 1406, które wybrało Grzegorza XII, wkrótce potem opuścił jednak jego obediencję i przyłączył się do soboru w Pizie. Wybrany na tym soborze antypapież Aleksander V przyznał mu tytuł prezbitera S. Marci. Brał udział w konklawe 1410, które wybrało antypapieża Jana XXIII. Zmarł w Rzymie i został pochowany w watykańskiej bazylice św. Piotra, której był archiprezbiterem od 1408.